# A Pequena Órfã
A Pequena Órfã é uma telenovela brasileira produzida pela extinta TV Excelsior e exibida de 26 de agosto de 1968 a 30 de março de 1969 em 179 capítulos. Foi escrita por Teixeira Filho e dirigida por Dionísio Azevedo.
Em 1973, foi lançado um filme homônimo que adaptou a história para o cinema.

## Sinopse
Abandonada pelos pais, a pequena Maria Clara, ou Toquinho, como é chamada, sofre nas mãos da malvada Elza no orfanato onde vive. Mas a menina às vezes foge, e numa de suas fugas conhece o bondoso Velho Gui (um homem nos primórdios de Gepeto de Pinóquio, que consertava brinquedos) que a ela se apega.

## Elenco
| Ator/Atriz         | Personagem             |
| ------------------ | ---------------------- |
| Patrícia Aires     | Maria Clara (Toquinho) |
| Marize Ney         | Maria Clara (Toquinho) |
| Dionísio Azevedo   | Velho Gui              |
| Riva Nimitz        | Elza                   |
| Yara Amaral        | Raquel                 |
| Antonio Ghigonetto |                        |
| Eduardo Abbas      | Padilha                |
| João José Pompeo   | Nicolau                |
| Rachel Martins     | Amazília               |
| Ruthinéa de Moraes |                        |
| Nádia Lippi        | Mariana                |
| Roberto Maya       | Jerônimo               |
| Nestor de Montemar |                        |
| J. França          | Mercadoria             |
| Lurdinha Félix     | Madalena               |
| Edmundo Lopes      | Miguel                 |
| Tony Vieira        | Pereira                |
| Míriam Maio        | Vânia                  |
| Ana Maria Blota    |                        |
| Arnaldo Weiss      |                        |
| Hemílcio Fróes     |                        |
| Márcio A. Toledo   |                        |
| Glória Pires       |                        |
| Lutero Luiz        | Juiz                   |

## Reprise
Foi reprisada pela TV Globo entre 19 de janeiro a 23 de agosto de 1971 e sendo substituída por Meu Pedacinho de Chão.

## Curiosidades
- Patrícia Aires, filha do ator Percy Aires, a grande estrela da novela, não foi até o fim da trama. Com apenas cinco anos na época, a menina trabalhava cinco, às vezes seis dias por semana, quando o combinado inicial com seus pais era de dois dias semanais. Patrícia acabou desenvolvendo estafa e anemia e perdeu peso. Devido a isso, seus pais a tiraram da novela. [4]
- Para substituir Patrícia Aires na novela, foi chamada a garota goiana Marize Ney (prima da atriz Lurdinha Félix, que já estava no elenco), parecida com a intérprete mirim, só que três anos mais velha que ela. O autor resolveu o problema com uma passagem de tempo.

- Êxito da TV Excelsior que marcou a TV brasileira. A repercussão de A Pequena Órfã foi tanta que levou a concorrência, na época, a investir no filão dramático da criança abandonada ou carente. No rastro do sucesso da menina Toquinho vieram: Ricardinho, Sou Criança, Quero Viver na Band (em 1968); Sozinho no Mundo, O Doce Mundo de Guida e Meu Pé de Laranja Lima na Tupi (entre 1968 e 1971); e Tilim e Pingo de Gente na Record (entre 1970 e 1971).

- Enquanto concluía a novela O Direito dos Filhos, às 20 horas na TV Excelsior, o autor Teixeira Filho preparava a substituta no horário, Os Diabólicos e orientava sua mulher, Carmem Lídia, que o auxiliava em A Pequena Órfã, apresentada no horário das 18h30.

- A história da Pequena Órfã inspirou duas novelas posteriores. Em 1993, a trama da menina carente foi adicionada à espinha dorsal da novela Sonho Meu, de Marcílio Moraes, produzida pela TV Globo, com Carolina Pavanelli (a menina), Elias Gleizer (o velhinho) e Nívea Maria (a malvada).

- Em 2005, foi a vez da Record adaptá-la, dentro da novela Prova de Amor, de Tiago Santiago: Júlia Maggessi (a menina), Rogério Fróes (o velhinho) e Vanessa Gerbelli (a malvada). [4]
- A TV Globo reprisou A Pequena Órfã em 1971, após a extinção da TV Excelsior. Na nova abertura feita para esta reapresentação, podia-se ver a então menina Glória Pires (com 8 anos) em uma de suas primeiras aparições na televisão. A estreia como atriz veio em seguida, no Caso Especial Sombra Suspeita (1971) e na novela Selva de Pedra (1972)